# Вейцман, Марк Израилевич
Марк Израилевич Вейцман (род. 12 мая 1938, Киев, Украина) — писатель и поэт, автор стихов для взрослых и детей.

## Биография
Марк Вейцман родился в Киеве в 1938 году в еврейской семье. Отец ― инженер-станкостроитель, мать ― инженер-экономист.
В годы Великой Отечественной войны семья эвакуировалась с заводом «Арсенал», на котором работал его отец, в Воткинск.
В 1956 года окончил Среднюю школу № 54 в Киеве. После окончания школы поступил на физико-математический факультет Черкасского педагогического института. В 1961 году после окончания института десять лет проработал учителем физики в Донбассе, в основном в Макеевской СОШРМ № 20 в Макеевке. С 1966 по 1971 год учился в Литературном институте им. А. М. Горького (заочное отделение, семинар Н. К. Доризо). С 1971 по 1996 год преподавал физику в средней школе № 8 в Черкассах.
В 1989 году принят в Союз писателей СССР.
С 1996 года писатель живёт в Израиле, является членом правления Союза русскоязычных писателей Израиля и Международного ПЕН-центра.
Имеет гражданство Украины и Израиля.

## Творчество
Печататься начал с 19 лет. Началом профессиональной литературной карьеры считает подборку в журнале «Юность» (№ 9, 1966 год). В течение четверти века был постоянным автором журналов «Пионер» и «Костёр». Стихи публиковались в журналах — «Знамя», «Радуга», «Нева», «Огонёк», «Аврора» «Литературный европеец» (Германия), «Времена» (США), «Бесэдер?» (Израиль).
Первая книга стихов для детей — «Мой папа — ученик» издана в Киеве в 1975 году.
В настоящее время публикуется в журналах «Арион», «Иерусалимский журнал», «22», «Время и место» (Нью-Йорк), «Интерпоэзия», «Эмигрантская лира», «Сибирские огни», «Егупец», «Донбасс», «Лехаим», «Крещатик», «Фонтан», московском журнале для детей «Кукумбер».

## Признание
Марк Вейцман — лауреат литературной премии им. Б. Горбатова (1983). Весной 2006 года стал лауреатом литературной премии «Круг родства» им. Риталия Заславского, учреждённой киевским журналом «Радуга». В 2012 году получил в Израиле премию им. Давида Самойлова за лучшую поэтическую книгу года на русском языке.